# Openbank
O Openbank é um banco online, com sede em Madri, Espanha. Desde a sua fundação em 1995, tem sido uma subsidiária do Grupo Santander. De acordo com a Associação Espanhola de Bancos, até o final de 2016, quase 1.350.000 contas haviam sido registradas no banco.

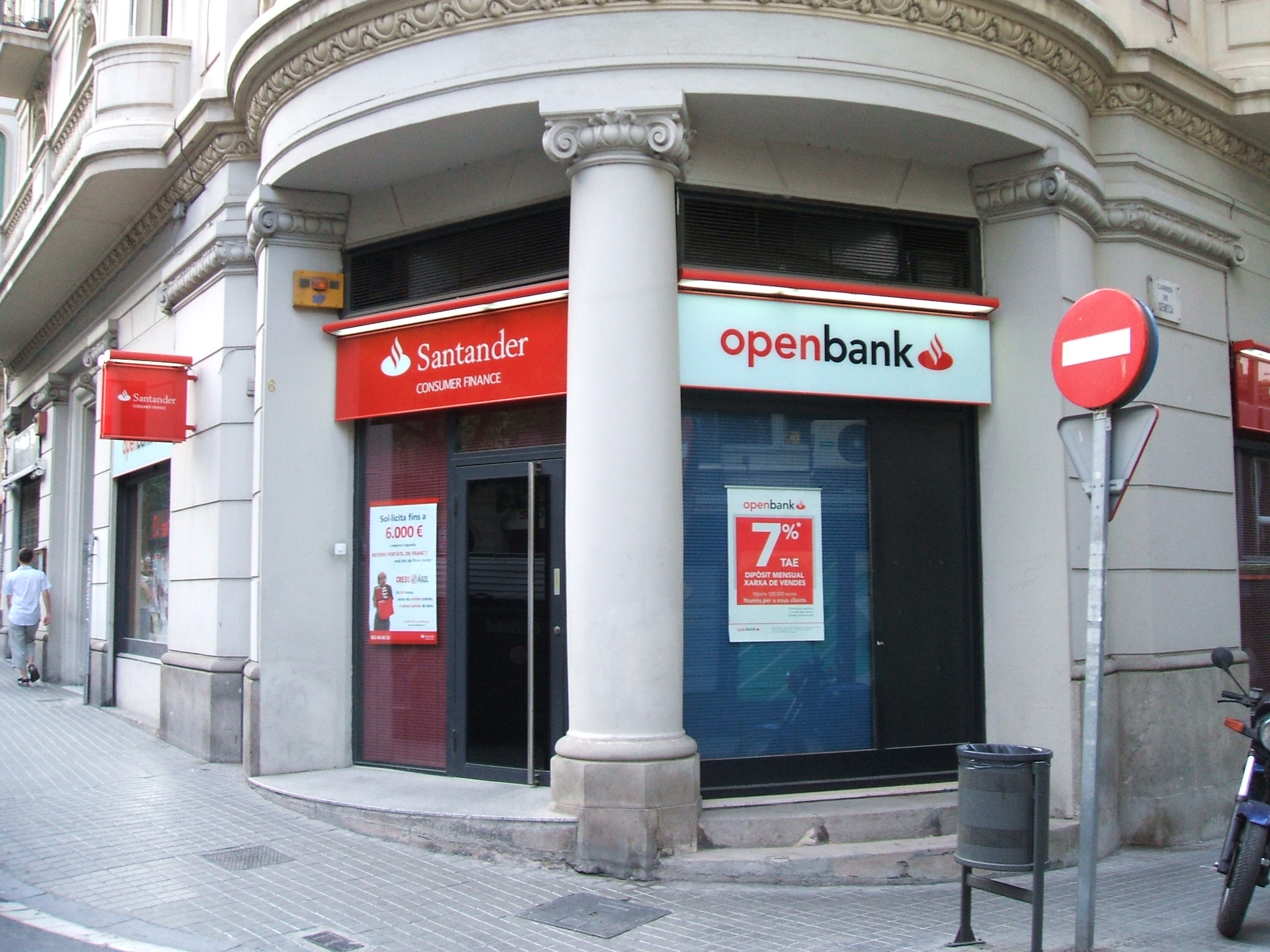
Agência do Openbank, Barcelona

## História
Em 1995, Banco Santander impulsou a criação do Openbank como primeiro banco direto telefônico e primeira instituição financeira sem comissões, conseguindo mais de 100.000 clientes.
Em 1996, foi criado o primeiro site oficial do Openbank, tornando-se assim o primeiro banco direto na Espanha a oferecer aos seus clientes a realização de operações bancárias pela Internet e por telefone.
Em 1998, foram os primeiros a lançar uma Multigestora, com Fundos de Investimento e Planos de Pensão das gestoras mais prestigiosas.
Em 1999, o Openbank criou o primeiro corretor online, com liquidação imediata de operações em mercados nacionais e estrangeiros.
Em 2000, adquiriu o Portal patagon.com, desenvolvido pelos jovens empreendedores Wenceslao Casares e Constancio Larguía, por 540 milhões de dólares. Em 9 de março de 2000, o Openbank mudou seu nome para Patagon Internet Bank, S.A., um portal financeiro que combinava operações bancárias tradicionais com novas funcionalidades digitais como chats, fóruns e blogs, liderando a criação de uma comunidade virtual entre seus clientes, antecipando as redes sociais atuais.
Em 2001, Patagon Internet Bank, S.A. abriu escritórios comerciais em Madrid, Barcelona, Valencia, Saragoça e Pamplona. Em 2002, tornou-se a primeira instituição financeira online a alcançar lucro na Espanha, graças à externalização de todas as suas áreas de suporte tecnológico e operacional, que passaram a fazer parte do Grupo Santander, com quem foram estabelecidos contratos de prestação de serviços. Além disso, tornou-se o primeiro e único banco com certificado AENOR de boas práticas para o comércio eletrônico. No mesmo ano o Santander vendeu o Patagon América (Patagon.com International) por 10,7 milhões de euros.
Em 2005, a entidade recuperou o nome original de Openbank e, em 2007, migrou toda a sua plataforma tecnológica para se integrar à plataforma comum do Grupo Santander.
Em 2008, o banco alcançou 500.000 clientes e, em 2010, passou a fazer parte da Banca Comercial España e começou a oferecer serviços para o segmento universitário e a desenvolver uma presença ativa nas redes sociais.
Em fevereiro de 2011, começou a operar em bancos móveis, tornando-se o primeiro banco com um aplicativo nativo para iPad.
Em março de 2011, a entidade, após sua integração na divisão de Banca Comercial España, optou por fechar 20 das 21 agências que ainda mantinha abertas. A única que permaneceu aberta foi a filial de Azca, em Madrid.
Em fevereiro de 2013, lançou aplicativos móveis para Android e Windows 8.
Em maio de 2017, modificou sua imagem corporativa e renomeou alguns de seus produtos. Além disso, inaugurou sua nova filial no número 134 do Paseo de la Castellana, em Madrid, com o objetivo de criar um espaço exclusivo para seus clientes.
Em junho de 2017, lançou sua nova plataforma digital na web e no aplicativo, melhorando sua usabilidade e facilidade de uso.
Em 2019, iniciou sua expansão internacional na Alemanha, Holanda e Portugal.
Em 2021, começou a operar oficialmente na Argentina.
E em 2023 anunciou que ira lançar o banco digital no México até 2024.

## Openbank Portugal
O Openbank iniciou suas operações em Portugal em 2020, oferecendo cartões de débito, seguindo sua matriz de proporcionar uma conta sem taxas e cartão de débito gratuito. Ainda em 2020, em dezembro, o Openbank lançou sua corretora digital para complementar seus serviços no país. Em fevereiro de 2023, o banco digital lançou sua nova conta poupança com aumento de rentabilidade, chamada Conta Poupança Open.

## Funcionalidades
O Openbank oferece um serviço 24 horas por dia, 7 dias por semana, para todos os seus clientes. Isso permite que eles estejam em contato permanente com a agência, por telefone, e-mail ou chat.
Além disso, permite que os clientes depositem ou saquem dinheiro, sem comissões, nos mais de 4.500 caixas eletrônicos da rede Santander na Espanha.
O Open Wealth foi criado como sua nova plataforma de investimentos. Com esta plataforma, os clientes podem investir, em tempo real, a partir de um computador ou celular, nos mais de vinte e cinco mercados disponíveis através da ferramenta profissional de negociação.
O banco também oferece um plano familiar, Open Young, que inclui um cartão pré-pago para uso por crianças, que até mesmo podem solicitar pagamento através do próprio aplicativo.
Além disso, possui uma função que permite que os clientes ativem ou desativem seus cartões quando desejarem, de qualquer lugar, ou que adiem pagamentos pelo celular.
Adicionalmente, os clientes do Open Mortgage podem obter um empréstimo hipotecário com uma taxa de juros nominal de Euribor + 0,99%.

## Administração
- Ezequiel Szafir Holcman (CEO)
- Patricia Benito (Gerente-Geral)
- Iliana Broschat (Diretora de Conformidade)
- Rubén Ruiz (Diretor de Segurança da Informação)
- Laura Puente (Diretora de marketing)
- Violeta Olagüe (Diretora Comercial)
- Bárbara Martínez (Chefe de Experiência do Usuário)
- Javier Ros Sánchez (Chefe de Arquitetura)
- Ana Luisa Neves (Gerente de Mercado - Portugal)
- Gonzalo Pradas Gómez (Chefe de Gestão de Patrimônio)